# Krupá (Světec)
Krupá (německy Krupai) je zaniklá vesnice v okrese Teplice. Stávala asi 400 metrů východoseverovýchodně od Světce. Zanikla před rokem 1945.

## Název
Název vesnice je odvozen ze staročeského výrazu krupá ve významu hrubý, veliký. V historických pramenech se jméno objevuje ve tvarech: Krupa (1549), ze vsi Krupy (1564), Krupa (1565), Krupey (1620), Krupay (1787) a Krupá nebo Kruppai (1854).

## Historie
První písemná zmínka o vesnici pochází z roku 1549.

## Obyvatelstvo
Při sčítání lidu v roce 1921 zde žilo 64 obyvatel (z toho 33 mužů), z nichž bylo pět Čechoslováků, 57 Němců a dva cizinci. Většina se hlásila k římskokatolické církvi, ale čtyři byli evangelíky a jedenáct lidí nevyznávalo žádnou víru. Podle sčítání lidu z roku 1930 měla vesnice šest obyvatel německé národnosti a římskokatolického vyznání.
|           | 1869 | 1880 | 1890 | 1900 | 1910 | 1921 | 1930 |
| --------- | ---- | ---- | ---- | ---- | ---- | ---- | ---- |
| Obyvatelé | 62   | 92   | 94   | 99   | 76   | 64   | 6    |
| Domy      | 12   | 13   | 13   | 13   | 14   | 13   | 1    |